# ثور إريك فورسبرغ
ثور إريك فورسبرغ هو سياسي نرويجي، ولد في 2 أبريل 1980 في ساربسبورغ في النرويج. نشط حزبياً في حزب العمال. في الانتخابات البرلمانية النرويجية 2009 ‏، انتخب عضو برلمان النرويج ‏ عن دائرة Østfold (Storting constituency) ‏ وقد انضم خلال فترته النيابية ‏ (1 أكتوبر 2009 – 30 سبتمبر 2013) للكتلة البرلمانية حزب العمال وانتخب نائب عضو برلمان النرويج ‏ عن دائرة Østfold (Storting constituency) ‏ وقد انضم خلال فترته النيابية ‏ (2005 – 2009) للكتلة البرلمانية حزب العمال.